# アンナ・カフェンドヴァー
アンナ・カフェンドヴァー（Anna Kafendová, 1895年6月24日 - 1977年4月13日）は、オーストリア＝ハンガリー帝国出身のピアニスト。夫は作曲家のフリコ・カフェンダ。
オーストリア＝ハンガリー帝国領フェルショーザーロシュ(現スロバキア領ザーリエチー)にアンナ・ゾホヴァー(Anna Zochová)として生まれた。モドラの音楽学校を経てインスブルック市立音楽院に進学してピアノを専攻。帰国後はプラハ音楽院でも学んだ。1949年に創設されたブラチスラヴァ舞台芸術アカデミーにピアノ教師として参加し、スロバキアのピアノ教育の礎を築いた。弟子にはヤン・ジマー、クラーラ・ハヴリーコヴァー、ダニエラ・ヴァリーンスカ等がいる。
ミヤヴァにて死去。